# 모리 토시아

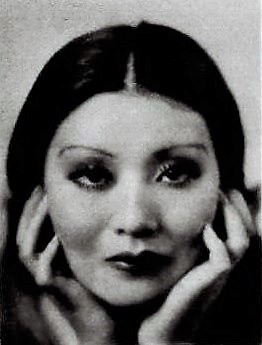

모리 토시아(Toshia Mori, 1912년 1월 1일 ~ 1995년 11월 26일)는 미국의 배우, 영화배우이다.
교토시에서 태어났으며 브롱크스에서 사망하였다. 사인은 교통사고이다.

## 영화
- 조지 화이트의 1935 스캔달 (1935년)
- 옌 장군의 쓰디쓴 차 (1933년)
- 리칭 포 더 문 (1930년)